# Frédéric de Coninck
Frédéric de Coninck  (født 5. december 1740 i Haag, død 4. september 1811 på Dronninggård) var en nederlandsk handelsmand, der var virksom i Danmark.
Frédéric de Coninck kom i 1763 til København, hvor han startede rederi- og handelsvirksomhed med oversøiske produkter.
De Coninck, der til det yderste forstod at udnytte de fordele tidens mange krige skabte for det neutrale Danmarks handel, blev en af landet største redere med en flåde på 64 skibe.
Under og efter Englandskrigene (1807-1814) kom de Coninck i vanskeligheder og i 1822 måtte firmaet de Coninck lukke.
Han er begravet på Assistens Kirkegård.